# Posoltega
Posoltega est une municipalité nicaraguayenne du département de Chinandega au Nicaragua.